# Tony Goodman
Tony Goodman là một giám đốc điều hành trò chơi điện tử và doanh nhân người Mỹ. Ông còn là đồng sáng lập các công ty Ensemble Corporation, Ensemble Studios và Robot Entertainment. Những studio mà Goodman thành lập đã bán được hơn 20 triệu đơn vị.

## Sự nghiệp

### Ensemble Corporation
Năm 1989, Tony Allen Goodman thành lập Ensemble Corporation, công ty tư vấn công nghệ thông tin có trụ sở tại Dallas, Texas với những người bạn John Boog-Scott, John Calhoun và Thad Chapman. Công ty "tự phát triển quản lý riêng của mình và cho ra đời bộ phần mềm báo cáo có tên là Command Center, trong số các sản phẩm khác" và nhanh chóng phát triển. Dưới sự lãnh đạo của Goodman, Ensemble Corporation là một trong những công ty phát triển nhanh nhất của Mỹ theo xếp hạng của Inc. 500 từ năm 1992-1997, với số nhân viên hơn 100 người. Công ty được xếp hạng thứ 339 trên Inc 500 trong năm độc lập cuối cùng của nó vào năm 1997. Ensemble Corporation được USWeb Corporation mua lại vào ngày 6 tháng 4 năm 1998. Tuy nhiên, Goodman đã bắt đầu một dự án phụ không bao gồm trong thỏa thuận vào năm 1995, được gọi là Ensemble Studios.

### Ensemble Studios
Vào tháng Giêng năm 1995 trong khi đang làm giám đốc điều hành của Ensemble Corporation, Goodman đồng sáng lập Ensemble Studios cùng với người anh trai Rick Goodman và John Boog-Scott, trong khi vẫn quản lý Ensemble Corporation. Ensemble Studios chính thức được thành lập vào tháng 2 năm 1996 và Goodman kiêm luôn vai trò Giám đốc điều hành và Giám đốc nghệ thuật trong khi vẫn vận hành các mặt kinh doanh của cả hai công ty Ensemble với Boog-Scott. Sau khi mua lại Ensemble Corporation, Goodman vẫn ở lại với các sản phẩm phụ tập trung vào game để theo đuổi niềm đam mê của mình cho các trò chơi. -spin tập trung vào trò chơi để theo đuổi niềm đam mê của mình cho các trò chơi. Ngay sau đó, Goodman đã thuê Bruce Shelley, một người bạn lâu năm, người mà ông "gặp nhau tại một câu lạc bộ board game ở trường Đại học Virginia".
Ensemble Studios phát hành hai tựa game đầy đủ và hai bản mở rộng trong thời gian này gồm: Age of Empires (1997), Age of Empires: The Rise of Rome (1998); Age of Empires II: The Age of Kings (1999); Age of Empires II: Conquerors (2000).
Ngày 1 tháng 5 năm 2001, Microsoft mua lại Ensemble Studios cũng như sở hữu trí tuệ của công ty này. Stuart Moulder, tổng giám đốc Phòng Games tại Microsoft nhận xét về việc mua lại nói, "tài năng thiên bẩm và sự lãnh đạo của Tony Goodman là một sự kết hợp chiến thắng, và việc mua lại này sẽ giúp tăng cường lời cam kết chung của chúng ta để lại một nhà lãnh đạo ngành công nghiệp game PC".

### Gia nhập Microsoft
Lúc còn ở Microsoft, Goodman từng là giám đốc studio tại Ensemble Studios. Goodman đảm nhiệm vai trò này cho đến khi studio bị Microsoft đóng cửa vào ngày 29 tháng 1 năm 2009 sau khi Halo Wars hoàn tất. "Sau khi đóng cửa, đội ngũ lãnh đạo Ensemble sẽ thành lập một studio mới và đã đồng ý cung cấp sự hỗ trợ cho Halo Wars cũng như làm việc trên các dự án khác với Microsoft Game Studios".
Trong thời gian này, hãng đã thực hiện năm tựa game gồm: Age of Mythology (2002), Microsoft Game Studios; Age of Mythology: The Titans (2003), Microsoft Game Studios; Age of Empires III (2005), Microsoft Game Studios; Age of Empires III: The WarChiefs (2006), Microsoft Game Studios; Age of Empires III: The Asian Dynasties (2007), Microsoft Game Studios; Halo Wars (2009), Microsoft Game Studios
Theo Goodman thì ông đã "để lại một truyền thống của doanh nghiệp. Goodman thành lập Robot Entertainment vào tháng sau. Một vài thành phần khởi động phát sinh từ đống tro tàn, dẫn đầu bởi các cựu nhân viên, bao gồm cả Bonfire Studios, Newtoy, Windstorm Studios, Pixelocity, Fuzzy Cube, and GRL Games".

### Robot Entertainment
Vào năm 2009, Goodman là Tổng giám đốc điều hành sáng lập ra hãng Robot Entertainment khi công ty xác định chiến lược của mình để làm việc trên các tựa game IP ban đầu nhỏ hơn. Robot đã hoàn thành công việc trên Halo Wars sau khi đóng cửa Ensemble Studios và là nhà phát triển ban đầu của Age of Empires Online. Tháng 2 năm 2009, vài ngày sau khi Robot Entertainment được công bố, Goodman giới thiệu người bạn cũ của mình là Bruce Shelley với giải thưởng AIAS Hall Fame Award tại Hội nghị thượng đỉnh DICE 2009 ở Las Vegas.
Goodman rời Robot Entertainment để theo đuổi một dự án kinh doanh mới trong ngành công nghiệp game vào giữa năm 2010. Trích lời Goodman nói rằng, "những đóng góp của tôi khi còn là Tổng giám đốc điều hành tại Robot đã được hoàn thành sau khi chúng tôi thành công chuyển từ tầm nhìn đến một studio game phát triển".

### PeopleFun
Ngày 17 tháng 7 năm 2012, Goodman đã thông báo thành lập công ty mới nhất của ông là PeopleFun, cùng với John Boog-Scott, người đồng sáng lập Ensemble Corporation và Ensemble Studios, Angelo Laudon, nhân viên số 1 tại Ensemble Studios và là trưởng nhóm lập trình engine Age of Empires; cùng Leon Campise, một doanh nhân với loạt phim truyện nhiều kỳ về công nghệ vũ trụ.
PeopleFun sẽ tập trung vào làm game cho iOS và Android mà thương hiệu nhân vật điều khiển thay vì các tựa game lớn như chúng được tạo ra tại Ensemble.